# Thomazeau (kommun)
Thomazeau är en kommun i Haiti.   Den ligger i departementet Ouest, i den centrala delen av landet, 27 km öster om huvudstaden Port-au-Prince. Antalet invånare är 48 163. Arean är 293 kvadratkilometer.
Terrängen i Thomazeau är varierad.